# Aleksin
Aleksin (tiếng Nga: Алексин) là một thị trấn và là thủ phủ của huyện Aleksinsky thuộc tỉnh Tula, Nga. Thành phố có dân số 68.156 người. Đây là thành phố lớn thứ 229 của Nga theo dân số năm 2002. Dân số qua các thời kỳ:61,732 (theo điều tra dân số năm 2010); 68,156 (theo điều tra dân số năm 2002); 74,274 theo điều tra dân số năm 1989).